# Anastasia Bryzgalova
Anastasía Konstantínovna Bryzgálova (en ruso: Анастаси́я Константи́новна Брызга́лова; 13 de diciembre de 1992) es una curler rusa. Ganó el Campeonato del Mundo de Dobles Mixtos de Curling de 2016 en Karlstad, el Campeonato del Mundo Mixto de Curling de 2016 en Kazán, y la medalla de bronce en los Juegos Olímpicos de Pyeongchang 2018. Sin embargo, el 22 de febrero, el TAS descalificó a la pareja y anuló la medalla de bronce que habían obtenido por una violación de las reglas antidopaje. Juega profesionalmente para el CC Adamant de San Petersburgo.

## Biografía
Bryzgálova estudia en la Escuela de Reserva Olímpica n.º 2 (escuela técnica) de San Petersburgo, y desde 2016 también estudia en la Universidad Estatal Nacional de Educación Física, Deporte y Salud Lesgaft. Contrajo matrimonio con su compañero de equipo, Alexandr Krushelnitski.

## Premios
- Maestra del Deporte de Rusia.[5][6]
- Campeonato del Mundo de Dobles Mixtos de Curling de 2016: oro.